# Monasterio de Sveti Đurađ

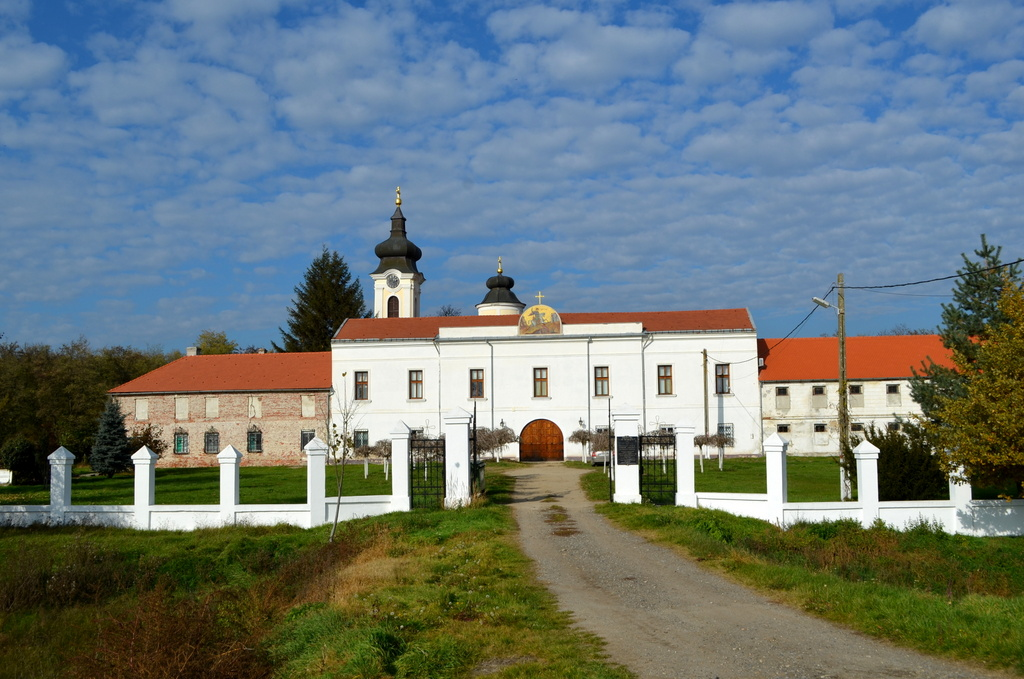
Monasterio de Sveti Đurađ

El monasterio de Sveti Đurađ o monasterio de San Jorge (en serbio: Манастир Свети Ђурађ, en rumano: Mănăstirea Sângeorge) es un monasterio serbio Ortodoxo situado en el pueblo de Sângeorge, condado de Timiș, en Rumania, a 20 km de la frontera con Serbia. Fue fundado en 1485 por el déspota serbio  Jovan Branković, los edificios actuales datan de 1793-1794.
El monasterio y la iglesia están catalogados como monumentos históricos por el Ministerio de Cultura y Asuntos Religiosos de Rumanía.